# ムワタテ
ムワタテ（Mwatate）はケニアの町である。タイタ＝タヴェタ (カウンティ)の首府である。

## 交通

### 道路
- 国道A23号線